# Discographie de Def Leppard
Cet article présente la discographie du groupe de hard rock britannique Def Leppard. Le groupe a enregistré douze albums studios, quatre albums live, cinq compilations  et trente neuf singles.

## Présentation
La première réalisation discographique de Def Leppard fut l'Ep intitulé The Def Leppard Ep. À l'époque le groupe était constitué de Joe Elliott (chant), Pete Willis et Steve Clark (guitares) et Rick Savage (basse), le batteur Frank Noon était un musicien de session. Rick Allen, alors âgé de quinze ans, rejoignit le groupe fin 1978 et deviendra le batteur définitif du groupe. Le premier album On Through the Night sortira en mars 1980 en pleine vague de la New wave of British heavy metal et se classa à la quinzième place des charts britanniques. High 'n' Dry, le deuxième album, sortit en juillet 1981 et bénéficia de la production de Robert John "Mutt" Lange. Le groupe commença à percer sur le marché nord-américain, l'album se classant à la 38e place du Billboard 200.
Le troisième album Pyromania marqua un changement dans la musique du groupe qui délaissa les racines du hard rock pour se tourner vers un hard rock mélodique plus accessible pour les radios. En outre le guitariste Pete Willis fut viré du groupe pour ses problèmes avec l'alcool, mais joue quand même sur la quasi-totalité de l'album. Son remplaçant, Phil Collen, rajouta les dernières partie rythmiques manquantes avant la sortie de l'album. Le succès fut foudroyant en Amérique du Nord, l'album se classant à la 2e place aux États-Unis et à la 4e place des charts canadiens. Il sera respectivement certifié album de diamant (10 millions d'exemplaires vendus) et septuple album de platine (700 000 exemplaires vendus) dans ces deux pays.
Hysteria sorti en 1987 sera l'album de tous les records de ventes du groupe. Il se classa notamment à la première place des charts britanniques, canadiens et américains se vendant respectivement à 600 000, 1 000 000 et 12 000 000 exemplaires dans ces trois pays. Il sera le premier album du groupe à se classer en France (22e place). Début 1991, le guitariste, Steve Clark décède et le groupe décide d'enregistrer son prochain album à quatre. Ce dernier, Adrenalize, sortira en mars 1992 et le guitariste Vivian Campbell viendra compléter le groupe. Le succès sera de nouveau au rendez-vous, il sera classé numéro un aux USA, au Royaume-Uni, en Australie et au Canada notamment, mais les ventes seront moindre que les deux précédents albums. En France il se classa à la 18e place et sera récompensé par un disque d'or (100 000 exemplaires vendus).
À partir de la compilation Retro Active (1993), le succès et les ventes d'album diminuent, Euphoria sorti en 1999, sera le dernier album studio à obtenir un disque d'or aux USA. Il faudra attendre 2011 pour voir la sortie de Mirror Ball – Live & More premier album du groupe enregistré en public.
En résumé, Def Leppard aura à ce jour vendu plus de 100 millions à travers le monde.

## Membres du groupe
| Album                         | Année | Chant       | Guitares    | Guitares        | Basse       | Batterie   |
| ----------------------------- | ----- | ----------- | ----------- | --------------- | ----------- | ---------- |
| The Def Leppard E.P.          | 1979  | Joe Elliott | Pete Willis | Steve Clark     | Rick Savage | Frank Noon |
| On Through the Night          | 1980  | Joe Elliott | Pete Willis | Steve Clark     | Rick Savage | Rick Allen |
| High 'n' Dry                  | 1981  | Joe Elliott | Pete Willis | Steve Clark     | Rick Savage | Rick Allen |
| Pyromania                     | 1983  | Joe Elliott | Phil Collen | Steve Clark     | Rick Savage | Rick Allen |
| Hysteria                      | 1987  | Joe Elliott | Phil Collen | Steve Clark     | Rick Savage | Rick Allen |
| Adrenalize                    | 1992  | Joe Elliott | Phil Collen | -               | Rick Savage | Rick Allen |
| Slang                         | 1996  | Joe Elliott | Phil Collen | Vivian Campbell | Rick Savage | Rick Allen |
| Euphoria                      | 1999  | Joe Elliott | Phil Collen | Vivian Campbell | Rick Savage | Rick Allen |
| X                             | 2002  | Joe Elliott | Phil Collen | Vivian Campbell | Rick Savage | Rick Allen |
| Yeah!                         | 2006  | Joe Elliott | Phil Collen | Vivian Campbell | Rick Savage | Rick Allen |
| Songs from the Sparkle Lounge | 2008  | Joe Elliott | Phil Collen | Vivian Campbell | Rick Savage | Rick Allen |
| Def Leppard                   | 2015  | Joe Elliott | Phil Collen | Vivian Campbell | Rick Savage | Rick Allen |
| Diamond Star Halos            | 2022  | Joe Elliott | Phil Collen | Vivian Campbell | Rick Savage | Rick Allen |

## Albums

### Albums Studios
| Album | Charts | Charts | Charts | Charts | Charts    | Charts | Charts | Charts | Charts | Charts | Charts | Charts | Charts | Charts | Charts | Certifications                                           |
| Album | RU     | ALL    | AUS    | AUT    | (V)/(W) , | CAN    | FIN    | FRA    | ITA    | NOR    | N-Z    | P-B    | SWE    | SUI    | USA    | Certifications                                           |
| --- | ------ | ------ | ------ | ------ | --------- | ------ | ------ | ------ | ------ | ------ | ------ | ------ | ------ | ------ | ------ | -------------------------------------------------------- |
| On Through the Night - Sortie: 14 mars 1980 - Label: Vertigo - Formats: LP,CD, K7                           | 15     | —      | —      | —      | — / —     | —      | —      | —      | —      | —      | —      | —      | —      | —      | 51     | Platine · Platine                                        |
| High 'n' Dry - Sortie: 11 juillet 1981 - Label: Vertigo - Formats: LP, CD, K7                               | 26     | —      | —      | —      | — / —     | —      | —      | —      | —      | —      | —      | —      | 31     | —      | 38     | Platine · 2 × Platine                                    |
| Pyromania - Sortie: 20 janvier 1983 - Label: Vertigo - Formats: LP, CD, K7                                  | 18     | —      | —      | —      | — / —     | 4      | —      | —      | —      | —      | 26     | —      | 23     | —      | 2      | Argent · 7 × Platine · Or · 10 × Platine                 |
| Hysteria - Sortie: 3 août 1987 - Label: Bludgeon Riffola - Formats: CD, K7, LP                              | 1      | 10     | 1      | 71     | 153 / 76  | 1      | —      | 22     | —      | 1      | 1      | 14     | 2      | 2      | 1      | 2 × Platine · Diamant · Platine · Platine · 12 × Platine |
| Adrenalize - Sortie: 31 mars 1992 - Label: Bludgeon Riffola - Formats: CD, K7, LP                           | 1      | 8      | 1      | 11     | — / —     | 1      | —      | 18     | —      | 2      | 1      | 27     | 5      | 1      | 1      | Or · 4 × Platine · Or · Or · Platine · 3 × Platine       |
| Slang - Sortie: 14 mai 1996 - Label: Mercury Records / Bludgeon Riffola - Formats: CD, K7, LP               | 5      | 34     | 11     | 38     | — / —     | 12     | 13     | 24     | —      | 25     | 14     | 61     | 5      | 19     | 14     | Or · Platine · Or                                        |
| Euphoria - Sortie: 8 juin 1999 - Label: Mercury / Bludgeon Riffola - Formats: CD, K7, LP                    | 11     | 14     | —      | 48     | — / —     | 32     | 16     | 63     | —      | 30     | —      | —      | 7      | 14     | 11     | · Or · Or                                                |
| X - Sortie: 30 juillet 2002 - Label: Mercury / Bludgeon Riffola - Formats: CD, K7, LP                       | 14     | 19     | 49     | 35     | — / —     | —      | 33     | 75     | —      | 19     | —      | —      | 15     | 9      | 11     | —                                                        |
| Yeah! - Sortie: 23 mai 2006 - Label: Mercury / Bludgeon Riffola - Formats: CD, K7, LP                       | 52     | 73     | —      | —      | — / —     | —      | —      | 161    | —      | —      | —      | —      | 25     | 57     | 16     | —                                                        |
| Songs from the Sparkle Lounge - Sortie: 25 avril 2008 - Label: Mercury / Bludgeon Riffola - Formats: CD, LP | 10     | 43     | —      | —      | — / 88    | 7      | 27     | 118    | 58     | 15     | 26     | —      | 26     | 29     | 5      | —                                                        |
| Def Leppard - Sortie: 30 octobre 2015 - Label: EarMusic - Formats: CD, K7, LP                               | 11     | 10     | 4      | 18     | 85 / 39   | 11     | 32     | 49     | 36     | 15     | 17     | 79     | 11     | 2      | 10     | —                                                        |
| Diamond Star Halos - Sortie: 27 mars 2022 - Label: Mercury / Bludgeon Riffola - Formats: CD, LP             | 5      | 8      | 2      | 10     | 30 / 17   | 16     | 8      | 27     | 86     | 22     | 21     | 61     | 14     | 4      | 10     | —                                                        |
| "—" indique que l'album n'entra pas dans les classements musicaux de ces pays.                              |        |        |        |        |           |        |        |        |        |        |        |        |        |        |        |                                                          |

### Albums en public
| Mirror Ball – Live & More - Sortie: 3 juin 2011 - Label: Frontiers Records / Bludgeon Riffola - Formats: 2 x CD, 3 x LP | 44 | 46 | — / —    | 14 | —   | 51 | 16 | Or |
| Viva Hysteria - Sortie: 22 octobre 2013 - Label: Frontiers Records - Formats: 2 x CD + DVD                              | 73 | 28 | 166 / 81 | —  | 149 | 83 | 24 | —  |
| And There Will Be A Next Time... Live From Detroit - Sortie: 15 février 2017 - Label: Universal - Formats: 2 x CD       | —  | 64 | — / —    | —  | —   | —  | —  | —  |
| London to Vegas - Sortie: 29 mai 2020 - Label: Bludgeon Riffola / Eagle Rock Ent. - Formats: Box 4 CD                   | —  | 25 | — / 94   | —  | —   | 51 | —  | —  |
| Hysteria at the O2 - Sortie: 29 mai 2020 - Label: Eagle Rock Ent. - Formats: 2 xCD + DVD                                | —  | 64 | — / 158  | —  | —   | 53 | —  | —  |
| "—" indique que l'album n'entra pas dans les classements musicaux de ces pays.                                          |    |    |          |    |     |    |    |    |

### Compilations
| Album | Charts | Charts | Charts | Charts    | Charts | Charts | Charts | Charts | Charts | Charts | Charts | Charts | Charts | Certifications                                |
| Album | RU     | ALL    | AUS    | (V)/(W) , | CAN    | FIN    | FRA    | NOR    | N-Z    | P-B    | SWE    | SUI    | USA    | Certifications                                |
| --- | ------ | ------ | ------ | --------- | ------ | ------ | ------ | ------ | ------ | ------ | ------ | ------ | ------ | --------------------------------------------- |
| Retro Active - Sortie: 5 octobre 1993 - Label: Bludgeon Riffola - Formats: CD, K7, LP                                   | 6      | 36     | 33     | — / —     | 21     | —      | 6      | —      | —      | —      | 12     | 7      | 9      | Platine · Platine · Platine                   |
| Vault: Def Leppard Greatest Hits 1980 - 1995 - Sortie: 23 octobre 1995 - Label: Mercury - Formats: CD, K7, 2 x LP       | 3      | 31     | 9      | 30 / —    | 7      | 7      | 24     | 7      | 2      | 88     | 10     | 7      | 15     | Platine · 2 × Platine · Platine · 4 × Platine |
| Best of Def Leppard - Sortie: 25 octobre 2004 - Label: Mercury / Bludgeon Riffola - Formats: 2 x CD                     | 6      | —      | —      | — / —     | —      | —      | —      | 7      | —      | —      | 19     | 76     | —      | Platine                                       |
| Rock of Ages: The Definitive Collection - Sortie: 17 mai 2005 - Label: Mercury / Bludgeon Riffola - Formats: 2 x CD     | —      | —      | —      | — / —     | 3      | —      | —      | —      | 11     | —      | —      | —      | 10     | 2 × Platine · Or · Platine                    |
| The Story So Far – The Best Of - Sortie: 30 novembre 2018 - Label: Mercury / Bludgeon Riffola - Formats: 2 x CD, 2 x LP | 32     | —      | —      | 150 / 183 | 35     | —      | —      | —      | —      | —      | —      | 54     | 101    | Argent                                        |
| The Box Set Vol.1 - Sortie: 21 juin 2019 - Label: UMC - Formats: 6 x CD + EP                                            | —      | 38     | —      | — / 185   | —      | —      | —      | —      | —      | —      | —      | —      | —      | —                                             |
| The Box Set Vol.2 - Sortie: 1er juin 2018 - Label: UMC - Formats: 7 x CD                                                | —      | 84     | —      | — / —     | —      | —      | —      | —      | —      | —      | —      | —      | —      | —                                             |
| The Early Years 79-81 - Sortie: 20 mars 2020 - Label: UMC - Formats: Box 5 CD                                           | —      | 68     | —      | — / 124   | —      | —      | —      | —      | —      | —      | —      | —      | —      | —                                             |
| The Box Set Vol.3 - Sortie: 11 juin 2021 - Label: UMC - Formats: 6 x CD                                                 | —      | 48     | —      | — / 118   | —      | —      | —      | —      | —      | —      | —      | 61     | —      | —                                             |
| "—" indique que l'album n'entra pas dans les classements musicaux de ces pays.                                          |        |        |        |           |        |        |        |        |        |        |        |        |        |                                               |

## Extended plays
| Album |
| --- |
| The Def Leppard E.P. - Sortie: 1er janvier 1979 - Label: Bludgeon Riffola - Formats: 7" & 12" single, Ep, FLAC |
| The Lost Session - Sortie: 19 janvier 2018 - Label: Virgin / Bludgeon Riffola - Formats:Digital Download       |
| Live at Abbey Road - Sortie: 21 avril 2018 - Label: Bludgeon Riffola / UMC - Formats:12" vinyl Ep              |

## Singles

### Années 1970 et 1980
- Le titre de la face B indiqué est celui de la version britannique du single ou à défaut celui du pays principal de parution.

| Année                                                                            | Single                                                              | Classement | Classement | Classement | Classement | Classement | Classement | Classement | Classement | Classement | Classement | Classement | De l'album           |
| Année                                                                            | Single                                                              | UK         | ALL        | AUS        | BEL        | CAN        | FRA        | N-Z        | P-B        | SUI        | US hot 100 | US Main.   | De l'album           |
| -------------------------------------------------------------------------------- | ------------------------------------------------------------------- | ---------- | ---------- | ---------- | ---------- | ---------- | ---------- | ---------- | ---------- | ---------- | ---------- | ---------- | -------------------- |
| 1979                                                                             | Wasted - Face B: Hello America                                      | 61         | —          | —          | —          | —          | —          | —          | —          | —          | —          | —          | On Through the Night |
| 1980                                                                             | Hello America - Face B: Good Morning Freedom                        | 45         | —          | —          | —          | —          | —          | —          | —          | —          | —          | —          | On Through the Night |
| 1980                                                                             | Rock Brigade - Face B: When the Walls Came Tumbling Down            | —          | —          | —          | —          | —          | —          | —          | —          | —          | —          | —          | On Through the Night |
| 1981                                                                             | Let It Go - Face B: Switch 625                                      | —          | —          | —          | —          | —          | —          | —          | —          | —          | —          | 34         | High 'n' Dry         |
| 1981                                                                             | Bringin' On the Heartbreak - Face B: Me and My Wine                 | —          | —          | —          | —          | —          | —          | —          | —          | —          | —          | —          | High 'n' Dry         |
| 1983                                                                             | Photograph - Face B: Bringin' On the Heartbreak                     | 66         | —          | —          | —          | 32         | 36         | —          | —          | —          | 12         | 1          | Pyromania            |
| 1983                                                                             | Rock of Ages - Face B: Action! Not Words                            | 41         | —          | —          | —          | 24         | —          | —          | —          | —          | 16         | 1          | Pyromania            |
| 1983                                                                             | Foolin' - Face B: Coming Under Fire                                 | —          | —          | —          | —          | 39         | —          | —          | —          | —          | 28         | 9          | Pyromania            |
| 1983                                                                             | Too Late - Face B: Foolin'                                          | 86         | —          | —          | —          | —          | —          | —          | —          | —          | —          | 9          | Pyromania            |
| 1984                                                                             | Bringin' On the Heartbreak (remix) - Face B: Me and My Wine (remix) | —          | —          | —          | —          | 61         | —          | —          | —          | —          | 61         | —          | High 'n' Dry         |
| 1987                                                                             | Animal - Face B: Tear It Down                                       | 6          | —          | —          | 32         | 21         | —          | 8          | 20         | 17         | 19         | 5          | Hysteria             |
| 1987                                                                             | Pour Some Sugar on Me - Face B: I Wanna Be Your Hero                | 18         | 50         | 26         | —          | 22         | —          | 16         | 94         | —          | 2          | 25         | Hysteria             |
| 1987                                                                             | Women - Face B: Tear It down                                        | —          | —          | —          | —          | —          | —          | —          | —          | —          | 80         | 7          | Hysteria             |
| 1987                                                                             | Hysteria - Face B: Ride Into the Sun                                | 26         | —          | —          | —          | 13         | —          | —          | —          | —          | 10         | 9          | Hysteria             |
| 1988                                                                             | Armageddon It - Face B: Ring of Fire                                | 20         | —          | 34         | —          | 8          | —          | 2          | —          | —          | 3          | 3          | Hysteria             |
| 1988                                                                             | Love Bites - Face B: Billy's Got A Gun (Live)                       | 11         | —          | 21         | —          | 3          | —          | 2          | 23         | —          | 1          | 3          | Hysteria             |
| 1989                                                                             | Rocket - Face B: Rock Of Ages (Live)                                | 15         | —          | 15         | —          | 14         | —          | 5          | —          | —          | 12         | 5          | Hysteria             |
| "—" indique que le single n'entra pas dans les classements musicaux de ces pays. |                                                                     |            |            |            |            |            |            |            |            |            |            |            |                      |

### Années 1990
- Le titre de la face B indiqué est celui de la version britannique du single ou à défaut celui du pays principal de parution.

| Année                                                                            | Single                                                        | Classement | Classement | Classement | Classement | Classement | Classement | Classement | Classement | Classement | Classement | Classement | Classement | Classement | Classement | De l'album                                   |
| Année                                                                            | Single                                                        | UK         | ALL        | AUS        | AUT        | BEL ,      | CAN        | FRA        | NOR        | N-Z        | P-B        | SUE        | SUI        | US hot 100 | US Main.   | De l'album                                   |
| -------------------------------------------------------------------------------- | ------------------------------------------------------------- | ---------- | ---------- | ---------- | ---------- | ---------- | ---------- | ---------- | ---------- | ---------- | ---------- | ---------- | ---------- | ---------- | ---------- | -------------------------------------------- |
| 1992                                                                             | Let's Get Rocked - Face B: Only After Dark                    | 2          | 22         | 6          | 19         | 30         | 3          | 35         | 2          | 7          | 19         | 18         | 3          | 15         | 1          | Adrenalize                                   |
| 1992                                                                             | Make Love Like a Man - Face B: Miss You In a Heartbreak       | 12         | 95         | 22         | —          | —          | 23         | 31         | —          | 26         | —          | —          | 40         | 36         | 3          | Adrenalize                                   |
| 1992                                                                             | Have You Ever Needed Someone So Bad - Face B: From the Inside | 16         | —          | 44         | —          | —          | 7          | —          | —          | 49         | 44         | —          | —          | 12         | 7          | Adrenalize                                   |
| 1993                                                                             | Heaven Is - Face B: She's Too Tough                           | 13         | —          | —          | —          | —          | —          | —          | —          | —          | —          | —          | —          | —          | —          | Adrenalize                                   |
| 1993                                                                             | Tonight - Face B: Now I'm Here (Live)                         | 34         | —          | —          | —          | —          | 50         | —          | —          | —          | —          | —          | —          | 62         | 13         | Adrenalize                                   |
| 1993                                                                             | Stand Up (Kick Love In Motion) - Face B: From the Inside      | —          | —          | —          | —          | —          | 11         | —          | —          | —          | —          | —          | —          | 34         | 1          | Adrenalize                                   |
| 1993                                                                             | Two Steps Behind - Face B: Tonight                            | 32         | 66         | 33         | 29         | —          | 5          | 60         | —          | 34         | 43         | 21         | —          | 12         | 5          | Retro Active                                 |
| 1993                                                                             | Miss You in a Heartbeat - Face B: Lets Get Rocked (live)      | —          | —          | —          | —          | —          | 19         | —          | —          | —          | —          | —          | 39         | —          |            | Retro Active                                 |
| 1993                                                                             | Action - Face B: She's Too Tough                              | 14         | —          | —          | —          | —          | —          | —          | —          | —          | —          | —          | —          | —          | —          | Retro Active                                 |
| 1995                                                                             | When Love & Hate Collide - Face B: Pour sugar on Me (remix)   | 2          | 67         | 22         | —          | 28         | 6          | —          | —          | 27         | 41         | —          | 36         | 58         | —          | Vault: Def Leppard Greatest Hits (1980–1995) |
| 1996                                                                             | Slang - Face B: Animal (live acoustic)                        | 17         | —          | —          | —          | —          | 30         | —          | —          | —          | —          | 57         | —          | —          | —          | Slang                                        |
| 1996                                                                             | Work It Out - Face B: Move with Me Slowly                     | 22         | —          | 43         | —          | —          | 10         | —          | —          | —          | —          | —          | —          | —          | 6          | Slang                                        |
| 1996                                                                             | All I Want Is Everything - Face B: Cause We Ended as Lovers   | 38         | —          | —          | —          | —          | 14         | —          | —          | —          | —          | —          | —          | —          | —          | Slang                                        |
| 1996                                                                             | Breath a Sigh - Face B: Rock, Rock! Till You Drop (live)      | 43         | —          | —          | —          | —          | —          | —          | —          | —          | —          | —          | —          | —          | —          | Slang                                        |
| 1999                                                                             | Promises - Face B: Back in Your Face                          | 41         | —          | —          | —          | —          | 18         | —          | —          | —          | —          | —          | —          | —          | 1          | Euphoria                                     |
| 1999                                                                             | Goodbye - Face B: Burn Out                                    | 54         | —          | —          | —          | —          | —          | —          | —          | —          | —          | —          | —          | —          | —          | Euphoria                                     |
| "—" indique que le single n'entra pas dans les classements musicaux de ces pays. |                                                               |            |            |            |            |            |            |            |            |            |            |            |            |            |            |                                              |

### Depuis 2002
| Année                                                                            | Single                                               | Classement | Classement | Classement | Classement | Classement | Classement | Classement | De l'album                     |
| Année                                                                            | Single                                               | UK         | ALL        | CAN        | SUE        | SUI        | US hot 100 | US Main.   | De l'album                     |
| -------------------------------------------------------------------------------- | ---------------------------------------------------- | ---------- | ---------- | ---------- | ---------- | ---------- | ---------- | ---------- | ------------------------------ |
| 2002                                                                             | Now - Face B:Album Snippets                          | 23         | 72         | 29         | 57         | 84         | —          | 26         | X                              |
| 2003                                                                             | Long, Long Way to Go - Face B: 10 x Bigger Than Love | 40         | —          | —          | —          | —          | —          | —          | X                              |
| 2008                                                                             | C'mon C'mon - Face B: —                              | —          | —          | —          | —          | —          | —          | —          | Songs from the Sparkle Lounge  |
| 2011                                                                             | Undefeated - Face B: —                               | —          | —          | —          | —          | —          | —          | —          | Mirror Ball – Live & More      |
| 2018                                                                             | Personal Jesus - Face B: We all Need Christmas       | —          | —          | —          | —          | —          | —          | —          | The Story So Far – The Best Of |
| 2018                                                                             | We All Need Christmas - Face B: —                    | —          | —          | —          | —          | —          | —          | —          | The Story So Far – The Best Of |
| 2022                                                                             | Kick - Face B: —                                     | —          | —          | —          | —          | —          | —          | 34         | Diamond Star Halos             |
| 2022                                                                             | Take What You Want - Face B: —                       | —          | —          | —          | —          | —          | —          | —          | Diamond Star Halos             |
| 2022                                                                             | Fire It Up - Face B: —                               | —          | —          | —          | —          | —          | —          | —          | Diamond Star Halos             |
| "—" indique que le single n'entra pas dans les classements musicaux de ces pays. |                                                      |            |            |            |            |            |            |            |                                |